# 杨进兴
杨进兴（1917年—1958年5月16日），化名杨大发，浙江宣平人，中国国民党党员，军统特务。1940年参加军统，1941年调任重庆军统望龙门看守所特务队看守。1944年任军统局长戴笠的便衣警卫、侍从副官。1946年至1949年在白公馆任职，官至看守长，是白公馆主要的刽子手之一。重庆失守后在四川南充潜伏，1955年被捕，1958年在重庆被判处和执行死刑。台北的国防部军情局戴笠纪念堂内设有他的牌位。

## 白公馆
1946年，戴笠遇难，杨进兴调任军统白公馆看守所，任行动员、看守员，后升任看守长。白公馆与渣滓洞并称为两口“活棺材”，关押着数百名“政治犯”，杨进兴担任看守长期间以心狠手辣著称，经常使用老虎凳、辣椒水等酷刑进行逼供，与徐贵林、张界和漆玉麟被中共称“四大鹰犬”，曾奉命带领白公馆其他特务杀害了三百余名“政治犯”，包括中共党员、国民党左派以及其他与国民政府政见相左的民主人士、进步人士。其中包括：
1946年8月18日，在歌乐山松林坡停车场用手枪杀害中共川康特委、四川省委负责人罗世文和车耀先；
1947年9月13日，在杨家山军统气象台用电刑和十字镐杀害中共地下党员朱念群、尚承文、张长敖；
1948年7月29日，在松林坡停车场枪杀在抗议美军暴行运动中被捕的社会大学政治经济学系学生韦德福。
1949年9月，中国共产党已经控制了包括东北、华北、西北和长江中下游地区在内的大半个中国，国民党控制的白公馆和渣滓洞开始对在押政治犯实施有计划的屠杀。9月6日，在松林坡戴公祠用匕首刺死原国民革命军第十七路军总指挥、中华民国陆军二级上将杨虎城及其幼子杨拯中，稍晚时候在戴笠警卫室用匕首刺死原杨虎城秘书、中共党员宋绮云，宋绮云夫人、中共党员徐林侠和幼子宋振中（即“小萝卜头”，时年8岁），扼死杨虎城幼女杨拯贵（时年8岁）。
1949年11月1日，中华人民共和国成立整整一个月时，刘伯承、邓小平指挥的中国人民解放军第二野战军发动西南战役。7日，解放军发动南泉战役，接连攻克重庆周边多个县城。24日，开始进攻重庆主城区，重庆危在旦夕。27日，杨进兴奉保密局局长毛人凤与西南长官公署二处处长徐远举之命，在白公馆和渣滓洞制造了“一一·二七大屠杀”：在步云桥枪杀原东北抗日义勇军总司令、东北军骑兵第二军副军长、中共秘密党员黄显声和原张学良副官李英毅；在桃园分两批杀害何仲甫等7名政治犯；在军统四一印刷厂枪杀原“托派”成员王振华、黎洁霜夫妇及其长子王小华（时年2岁）、幼子王幼华（时年不满1岁）和其他12名政治犯。随后率领手下撤回重庆市区。29日，解放军攻克重庆前一天，杨进兴奉保密局西南特区副区长周养浩之命，将关押在新世界饭店的艾仲伦、黄细亚等32名中共地下党员和民盟盟员押往松林坡，集体屠杀。

## 中华人民共和国成立後
1949年11月30日，解放軍攻佔重慶，杨进兴等有“血债”的国民党特务被人民政府通缉。杨进兴本想到成都乘飞机逃往台湾，不料汽车在射洪县境内发生故障，只得带领18名特务步行逃往华蓥山打游击。12月10日，解放軍攻佔成都，其他特务纷纷逃跑，后在青海、陕西等地相继被捕。杨进兴选择留在四川，因镇压反革命运动和全国大剿匪的压力，与妻子田德俊一起潜逃到四川省南充县青居乡三村（青林村），化名“杨大发”，自称四川广安县代市场人，贫农出身，父母双亡，跟亲戚做小本生意，路上遭遇国民党残兵洗劫，流落至此，骗取了村民们的同情和信任。1951年，南充进行土地改革运动，“杨大发”被定为贫农，在青林村分到了一亩地和一间房屋。“杨大发”在村里积极参加劳动，脏活累活都抢着干，每次村组开会都出席并踊跃发言，积极参加对地主的斗争，主动帮助看管地主，还参加了村里的扫盲班，学东西非常快，受到村民的一致好评，因此于1953年初被群众推选为生产互助组组长，并多次被评为先进。
1953年，中华人民共和国准备实行人民代表大会制度，开始在各地登记选民，进行普选。青居乡普选办公室在向广安方面核实“杨大发”身份时发现，当地并无此人，认为此人身份可疑，便向县公安局反映了这一情况。当地村民回忆，“杨大发”夫妇刚到村里时，穿着打扮十分时髦——“杨大发”身穿黄色呢子大衣，很像过去的军装，手上戴着金表（实际是从黄显声遗体上摘下来的游泳表），田德俊烫着头，身穿旗袍，手上戴着金戒指，举止谈吐都不像个刚被“洗劫”过的、目不识丁的贫农。这些奢侈品后来都被二人悄悄卖掉，田德俊把发型改成了农村妇女的“饼饼头”。更重要的是，二人平时说的话，特别是吵架时说的气话似乎可以证明他确实是国民党残余特务，但西南长官公署二处和重庆卫戍司令部名册中都没有“杨大发”这个人，证明“杨大发”可能是个化名。曾在川北行政区党校学习的青林村小学教师、原国民党党员滕志远检举，“杨大发”曾在1951年对他提起，自己曾在沦陷区和西南长官公署当差，成都解放时本想坐飞机走，但因情况变化，全组18个人一起到了华蓥山，还说“第三次世界大战”要爆发，蒋某人要回来等等。“杨大发”的如此言论引起了侦查人员的怀疑，特别是“18个人”刚好是“一一·二七大屠杀”后分散潜逃的国民党特务人数。
1955年，重庆市公安局专门成立了追残敌小组，在四川进行过筛子搜索，失踪近六年的杨进兴自然是重点追查对象之一。侦查人员以拍摄劳模集体照为名，获得了“杨大发”的照片，照片上的“杨大发”表情忸怩，眼神躲闪，更印证了侦查人员的判断。通过与军统存档的军装照比对，此人很可能是在逃特务杨进兴。当时在押的徐远举、周养浩等原国民党特务看到照片都说不认识，但目光犹疑。侦查人员走访了白公馆的炊事员、警卫员，杨进兴以前的邻居，曾在田德俊养母田映贞家做工的村民雷开云，从白公馆脱险的罗广斌（《红岩》作者，时任共青团重庆市委常委、统战部部长）、李荫枫（时任民革中央秘书处干部）、郭德贤（时任西南革大干部）等人，众人都指认“杨大发”就是杨进兴。
1955年6月11日，杨进兴在在南充县青居场六区公所内被逮捕，送往重庆石板坡监狱。预审由重庆市公安局副局长程诚主持，经过七个小时的审讯，杨进兴认罪。7月31日，经杨进兴指认，在松林坡挖出罗世文、车耀先的遗骸和水壶等物品。1958年5月16日，重庆市中级人民法院在劳动人民文化宫召开宣判大会，根据《中華人民共和國懲治反革命條例》有关规定，经最高人民法院核准，以反革命杀人罪判处杨进兴死刑，立即执行。 宣判大会结束后，杨进兴被验明正身，押赴刑场，执行枪决。新华社和《人民日报》、《光明日报》等媒体对此事发表长篇通讯。南充公安机关和青林村干部群众受到上级党委政府的表彰。
中华人民共和国最高人民法院院长董必武在1956年1月31日召开的中国人民政治协商会议第二届全国委员会第二次全体会议上做的《关于肃清一切反革命分子问题的报告》中也提到了杨进兴案：
|                                                                         | 在这次斗争中，广大群众揭发、检举出许多反革命分子。有些隐藏得很深的罪大恶极的反革命分子，也被群众检举出来了。曾经捕害中国共产党创始人之一李大钊同志的凶犯、张作霖时代的少将保安队长王澄，在沈阳市隐藏了多年，最近被群众检举出来。曾经杀害杨虎成将军和中国共产党四川省委负责人罗世文同志的凶犯、蒋介石集团的军统特务分子杨进兴，改名换姓，伪装贫农，在四川南充县隐藏了5年之久，这次也被群众检举了出来。 |
| ——董必武，《关于肃清一切反革命分子问题的报告》（1956年1月31日于北京市） | |

小说《红岩》中白公馆看守长“猫头鹰”一角一般认为是以杨进兴和徐贵林为原型。

## 扩展阅读
- . 人民日報. 一九五五年八月十三日第三版.
- . 福建日報. 一九五五年九月十日（第二一八七號）第一版.
- 刘邦琨. . 党史天地. 2001, (12): 42-45  [2021-10-19]. （原始内容存档于2021-10-21）.
- 何承亨, 巴民. . 公安月刊. 2003, (17): 54-56  [2021-10-19]. （原始内容存档于2021-10-20）.
- 孙曙. . . 重庆: 重庆出版社. 2000: 218–227  [2021-10-17]. ISBN 978-7-5366-4767-1. OCLC 297543996. （原始内容存档于2021-10-19）.
- 朱和晏 何茂亨. . 南充市地方志办公室. 四川省地方志工作办公室. 2019-09-16  [2021-10-17]. （原始内容存档于2021-10-19）.